# هلگا نادیر اینان ارتورک
هلگا نادیر اینان ارتورک (انگلیسی: Helga Nadire İnan Ertürk؛ زادهٔ ۱۰ سپتامبر ۱۹۸۴) بازیکن فوتبال اهل ترکیه است.
از باشگاه‌هایی که در آن بازی کرده‌است می‌توان به باشگاه فوتبال اف‌سی‌آر ۲۰۰۱ دویسبورگ اشاره کرد.
وی همچنین در تیم ملی فوتبال زنان ترکیه بازی کرده‌است.